# Тучковка
Тучковка (каз. Тучков) — село в Карасуском районе Костанайской области Казахстана. Входит в состав Черняевского сельского округа. Код КАТО — 395287600.

## Население
В 1999 году население села составляло 183 человека (98 мужчин и 85 женщин). По данным переписи 2009 года, в селе проживал 121 человек (55 мужчин и 66 женщин).